# 箱根登山鐵道2000型電聯車
箱根登山鐵道2000型電聯車（日语：／ Hakone Tozan Tetsudō 2000-gata densha）是小田急箱根的鐵道線使用的登山電聯車，其暱稱為「聖莫里茲號」，源自於和該公司締為姊妹鐵道的雷蒂亞鐵路阿爾布拉鐵路的終點站聖莫里茲站。本型車的首輛編組於1989年3月18日投入使用，第二及第三編組則分別在1991年及1997年陸續引進使用。

## 概要
合併前的箱根登山鐵道在1979年6月與瑞士的雷蒂亞鐵路結為姊妹鐵道，並於1988年迎來公司創業的100周年；因此該公司決定引進新型車輛作為紀念活動的一環。而因為當時箱根登山鐵道的所有車輛皆無裝置空調系統，加上曾接到部分乘客抱怨，因此使本型車成為該公司首度配備空調系統的車輛。1989年適逢箱根登山鐵道與雷蒂亞鐵道締為姊妹鐵道的10周年，因此在瑞士政府觀光局及聖莫里茲觀光局的協助下將本型車的暱稱命名為「聖莫里茲號」。

## 規格與構造
本型車的車頂、車體側面及連結面板均採用抗腐蝕的鋼板，並在車頭前方安裝大型的玻璃，以擴大駕駛員的視野。每節車廂均設有兩扇單開式的車門，其寬度為1000mm。同時為了能在列車發生緊急事故時疏散乘客，因此箱根登山鐵道首度在本型車的車廂之間設置緊急用的通道。車頭前方與側面窗戶的周圍均採用草莓紅作為塗裝，並在車體側面搭配紅色的細條紋，與小田急浪漫特快的小田急10000型電聯車採用同樣的配色風格。
車門兩側的座椅為長條式的座椅，車廂連接處之間則使用固定的對向式座椅。奇數號碼的車廂內裝使用紅色，偶數號碼的車廂內裝則採用為藍色。由於鐵道線的路線狀況較特殊，且車頂上方安裝著電阻器，因此本型車的空調設備安裝在靠近連結面板一側的車廂地板上；而每節車廂則配備兩台13,000 kcal/h的逆變器式的地板空調設備。
2009年，本型車的第三編組改為與雷蒂亞鐵路的冰川快車相同的塗裝，並以該線路當時的新型車輛為基礎進行外觀上的設計。2010年，第一編組與第二編組的車廂座椅均改為長條式的座椅。2018年，第一編組的塗裝重新漆成剛亮相時採用的相同配色。2018年8月1日，箱根登山鐵道宣布於2021年至2022年針對2000型電聯車進行內裝更新，除更換列車的控制單元外，也將空調設備從車廂的地板移往車頂，以擴大車廂內的空間。